# Истории в картинках
Исто́рии в карти́нках (англ. cartoon) — форма визуального искусства, изображение нереалистичных или полуреалистичных двумерных рисунков или контуров для раскрашивания, предназначенных для иллюстрирования сатирических или юмористических произведений, карикатура или название художественного стиля подобных работ. Концепция зародилась в Средние века и впервые описана как набросок рисунка для оконченного произведения искусства (например: живопись, фреска, гобелен или витраж). С течением времени конкретное определение менялось и расширялось. В XIX веке оно стало означать юмористические иллюстрации в журналах и газетах, а с начала XX века и далее данная концепция применялась при создании комиксов и рисованных мультфильмов. При этом художник, создающий мультфильм на основе полуреалистичных рисунков, стал называться мультипликатором.

## История
Попытки рассказать историю с помощью рисунков появились намного раньше появления письменности. В Средние века писались так называемые житийные иконы, в центре которых изображался святой, а на полях в отдельных композициях (клеймах) изображались разные сюжеты из его жизни. Истории в картинках изображались на лубочных картинках. Первый газетный комикс появился в 1826 году в издании The Glasgow Looking Glass под названием History of a Coat (История пальто). В 1827 году женевский писатель, художник и педагог Рудольф Тёплер начал рисовать для детей, которым преподавал, забавные рисунки, которые шли друг за другом слева направо, а сопровождающий их текст следовало писать от руки. В конце XIX века мини-истории в картинках (комиксы) начали регулярно публиковать на последних страницах газет.